# Municipio de North Hero
El municipio de North Hero (en inglés: North Hero Township) es un municipio ubicado en el condado de Redwood en el estado estadounidense de Minnesota. En el año 2010 tenía una población de 161 habitantes y una densidad poblacional de 1,77 personas por km².

## Geografía
El municipio de North Hero se encuentra ubicado en las coordenadas 44°14′50″N 95°25′16″O / 44.24722, -95.42111. Según la Oficina del Censo de los Estados Unidos, el municipio tiene una superficie total de 91.11 km², de la cual 91,08 km² corresponden a tierra firme y (0,03 %) 0,03 km² es agua.

## Demografía
Según el censo de 2010, había 161 personas residiendo en el municipio de North Hero. La densidad de población era de 1,77 hab./km². De los 161 habitantes, el municipio de North Hero estaba compuesto por el 91,3 % blancos, el 1,24 % eran afroamericanos, el 7,45 % eran asiáticos. Del total de la población el 0 % eran hispanos o latinos de cualquier raza.